# Бебеджиа
Бебеджиа (фр. Bébédjia) — город в южной части Чада, расположенный на территории региона Восточный Логон. Административный центр департамента Нья.

## Географическое положение
Город находится в северной части региона, к востоку от реки Западный Логон, на высоте 397 метров над уровнем моря.
Бебеджиа расположена на расстоянии приблизительно 28 километров к западу от Добы, административного центра региона и на расстоянии 410 километров к юго-юго-востоку (SSE) от Нджамены, столицы страны.

## Население
По данным переписи 2010 года численность населения Бусо составляла 13 200 человек.
Динамика численности населения города по годам:
| 1993 | 2000 | 2010   |
| ---- | ---- | ------ |
| 9330 | 9870 | 13 200 |

## Транспорт
Ближайший аэропорт расположен в городе Мунду.